# Wojciech Edward Czerniawski
Wojciech Edward Czerniawski (ur. 28 października 1945 r. w Gołębiewku koło Tczewa) – polski poeta i prozaik.
Ukończył technikum rolnicze. Debiutował jako poeta w 1965 r. na łamach "Almanachu Młodych".

## Twórczość

### Poezja
- Za las
- Jest już chyba kobietą
- Niemożliwe

### Proza
- Dziennik z zapomnienia
- Katedra w Kolonii
- Challenger ląduje na twoich ustach
- Meduzy wloka się za mną
- Puszkin w Paryżu